# Jaume Roig (barri de València)
Jaume Roig és un barri de la ciutat de València de només 0,191 km² d'extensió que pertany al districte del Pla del Real, amb una població el 2009 de 6.750 habitants. Està situat entre l'avinguda del Primat Reig al nord, l'avinguda de Blasco Ibáñez i l'avinguda de Menéndez Pelayo al sud, el carrer del Botànic Cavanilles a l'oest, i el carrer del Doctor Gómez Ferrer a l'est.
Limita al nord amb el barri i districte de Benimaclet, a l'oest amb els Jardins del Real ubicats al barri de la Trinitat del districte de la Saïdia, a l'est i al sud amb les facultats i l'Hospital Clínic de la Ciutat Universitària i l'Exposició del mateix districte del Pla del Real.
És una zona perifèrica a les facultats del Campus de Blasco Ibáñez de la Universitat de València i, per tant, concentra molts serveis i botigues, a més d'alts edificis residencials i xalets menuts. És travessada de sud a nord pel carrer de Jaume Roig, que el comunica amb Benimaclet i finalment amb el poble d'Alboraia per l'avinguda d'Emili Baró.

## Nom
El barri pren el nom del metge i escriptor Jaume Roig nascut a València a principis del segle xv.
Autor de l'obra Espill va ser un dels escriptors del Segle d'or valencià.

## Història
Les terres del barri eren horts regats pel "Braç d'Escamarda" de la séquia de Mestalla, séquia que regava tota l'horta de l'est de la ciutat.
Pel nord del barri passava el vell Camí de Trànsits, i al sud es va començar la construcció a inicis del segle xx del "Passeig de València al Mar" per connectar la ciutat amb la mar i els poblats marítims.

## Elements importants
Destaca un nombre de finques senyorials amb jardí propi, molt atípic al centre d'una gran ciutat, però als inicis del segle xx aquesta zona era una àrea residencial a l'exterior de la ciutat.
El "Col·legi Alemany de València" (DSV) es troba al carrer de Jaume Roig.

## Transports
A 100 metres del barri es troba l'estació de Facultats-Manuel Broseta de la línia 3 de MetroValencia, a l'encreuament de l'avinguda de Blasco Ibáñez amb el carrer del Doctor Gómez Ferrer.